# Órgano de Coordinación para el Análisis de la Amenaza
El Órgano de coordinación para el análisis de la amenaza (en francés: Organe de coordination pour l'analyse de la menace, OCAM; en neerlandés: Orgaan voor de Coördinatie en de Analyse van de Dreiging, OCAD) es un servicio oficial belga encargado por la Ley del 10 de julio de 2006 del análisis de las amenazas en materia de terrorismo y de extremismo, a partir de la información y de los datos proporcionados por:
- el Servicio de Seguridad del Estado (que depende del Servicio Público Federal de Justicia);
- el Servicio General de Información y de Seguridad (que depende del Ministerio de Defensa);
- las policías locales y federales (que dependen del Servicio Público Federal de Interior);
- la Administración de las Aduanas e Impuestos Especiales (que dependen del Servicio Público Federal de Finanzas);
- la Oficina de los Extranjeros del SPF de Interior;
- el Servicio Público Federal de Movilidad y Transportes;
- el Servicio Público Federal de Asuntos exteriores, comercio exterior y cooperación al desarrollo.

## Descripción
El OCAM, sucesor del Grupo Interfuerzas Antiterrorista (GIA), se encuentra bajo la autoridad conjunta de los Ministros de Justicia y de Interior. Debido a ello, está controlado a la vez por el Comité permanente de control de los servicios de policía (Comité P) y el Comité permanente de control de los servicios de información y de seguridad (Comité R).
El OCAM distingue cuatro niveles de amenaza:
| Nivel 1 | Riesgo leve                |
| Nivel 2 | Amenaza poco probable      |
| Nivel 3 | Amenaza posible y probable |
| Nivel 4 | Amenaza seria e inminente  |

## Historia
En 2015, ha calificado un espectáculo del humorista Dieudonné a Bruselas con un nivel 3 de peligro sobre una escala de peligrosidad de 4, prohibiéndolo.
El 21 de noviembre de 2015, tras el descubrimiento de una red yihadista en Molenbeek que habría perpetrado los atentados del 13 de noviembre en París, el OCAM manifestó una fuerte probabilidad de que tuvieran lugar varios atentados simultáneos sobre el suelo bruselense, y subió el nivel de peligrosidad al máximo de 4.
El 22 de marzo de 2016, en respuesta a los atentados de Bruselas, el OCAM volvió a subir el nivel de peligrosidad a 4 en todo el territorio nacional.